# Alpha (Illinois)
Alpha es una villa ubicada en el condado de Henry en el estado estadounidense de Illinois. En el Censo de 2010 tenía una población de 671 habitantes y una densidad poblacional de 807,09 personas por km².

## Geografía
Alpha se encuentra ubicada en las coordenadas 41°11′30″N 90°22′50″O / 41.19167, -90.38056. Según la Oficina del Censo de los Estados Unidos, Alpha tiene una superficie total de 0.83 km², de la cual 0.83 km² corresponden a tierra firme y (0%) 0 km² es agua.

## Demografía
Según el censo de 2010, había 671 personas residiendo en Alpha. La densidad de población era de 807,09 hab./km². De los 671 habitantes, Alpha estaba compuesto por el 97.47% blancos, el 0.45% eran afroamericanos, el 0% eran amerindios, el 0.15% eran asiáticos, el 0% eran isleños del Pacífico, el 0.45% eran de otras razas y el 1.49% pertenecían a dos o más razas. Del total de la población el 1.94% eran hispanos o latinos de cualquier raza.